# Summit Series 1974
Summit Series 1974 var en serie matcher mellan  Kanada och Sovjet, där Kanada använde sig av WHA-spelare och inte NHL-spelare. Sovjet vann med 4-3-1 i matcher.

## Matcherna
- 17 september 1974: Kanada-Sovjet 3-3, spelades i Québec
- 19 september 1974: Kanada-Sovjet 4-1, spelades i Toronto
- 21 september 1974: Kanada-Sovjet 5-8, spelades i Winnipeg
- 23 september 1974: Kanada-Sovjet 5-5, spelades i Vancouver
- 1 oktober 1974: Sovjet-Kanada 3-2, spelades i Moskva
- 3 oktober 1974: Sovjet-Kanada 5-2, spelades i Moskva
- 5 oktober 1974: Sovjet-Kanada 4-4, spelades i Moskva
- 6 oktober 1974: Sovjet-Kanada 3-2, spelades i Moskva

## Finland, Sverige och Tjeckoslovakien
Under det nästan två veckor långa uppehållet mellan match 4 och match 5 spelade Kanada matcher mot Finland i Helsingfors den 27 september 1974 och vann med 8-3, mot Sverige med 4-3 i Göteborg två dagar senare. Den 8 oktober samma år, efter sista matchen i serien, åkte kanadensarna även till Prag och förlorade med 1-3 mot Tjeckoslovakien.

### Fotnoter
1. ↑  ”Matches internationaux 1974/75” (på franska). Hockeyarchives. 1974-1975. http://www.passionhockey.com/hockeyarchives/inter1975.htm. Läst 12 mars 2014.